# アンリエット・ピュイグ＝ロジェ
アンリエット・ピュイグ＝ロジェ（Henriette Puig-Roget, 1910年1月9日 - 1992年11月24日）はフランスのピアニスト・オルガニスト・作曲家・音楽教育者。1979年に来日し、1991年まで日本で教育と演奏活動を行った。

## 経歴

### パリ音楽院修了まで
1910年1月9日にフランス領コルシカ島のバスティアで、父アンリ・ロジェ将軍と、母ジャンヌ・トマの長女に生まれる。戸籍名はアンリエット・マリ・ユラリ・ロジェ（Henriette Marie Eulaile Rojet）、洗礼名はヴァレリ（Valérie）であった。1915年にパリでピアノとソルフェージュを学び始める。1919年にパリ音楽院に進み、1926年にイシドール・フィリップのピアノ科で1等賞（プルミエ・プリ）を得る。1927年にはジャン・ギャロンの和声科、モーリス・エマニュエルの音楽史科、アベル・エティルのピアノ伴奏科で1等賞、翌1928年にはノエル・ギャロンの対位法・フーガ科で1等賞、1930年にはマルセル・デュプレのオルガン科でオルガンと即興演奏の1等賞を獲得した。また、シャルル・トゥルヌミールに室内楽を師事する。1931年にはサン・クロティルド教会でシャルル・トゥルヌミールの補助オルガニストを務める。
1933年にローマ大賞2等賞第1席となり、翌1934年にも同じくローマ大賞2等賞第1席となったが、この時は大賞するべきところを一部の審査員の思惑で、男性作曲家が大賞を受賞している。この年アンリ・ビュセールの作曲科で2等賞を得、7月にパリ音楽院を修了。

### フランスでの活躍
1934年8月からパリ大シナゴーグ（～1952年）とルーヴル・オラトリオ修道会（～1979年）のオルガニストに指名される。1936年以降、フランス放送協会のピアニスト、オルガニスト、プログラム詮衝委員会初見視奏者として活躍する一方、パリ・オペラ座のシェフ・ド・シャン（歌手をサポートする音楽家）を務める。1936年には後に夫となるバルセロナ出身の建築家ラモン・ピュイグ＝ヴィニャルス（Ramon Puig-Vinyals）と出会っている。
1940年、第二次世界大戦の戦火を避けマルセイユに移住し、12月にラモン・ピュイグ＝ヴィニャルスと結婚、以降アンリエット・ピュイグ＝ロジェと名乗る。その後1944年にはパリにもどり、放送局の仕事も1975年まで続け、1945年から1950年までエトワール紙、レットル・フランセーズ紙などで音楽批評を担当している。パリ・オペラ座の仕事を1957年に辞めた後、パリ音楽院ピアノ伴奏科の教授に満場一致で決まり、ナディア・ブーランジェの後任として多くの弟子を指導する。
ソリストとしてはフランス国立放送管弦楽団やコロンヌ管弦楽団、パリ音楽院協会管弦楽団などと共演しており、音源としては、マルカントワーヌ・シャルパンティエやドラランド、ベルニエ、リュリやサン＝サーンス、フォーレ、ドビュッシー、アレハンドロ・ガルシア・カトゥーラやアマデオ・ロルダンらの作品の演奏を残している。
1975年にはモーリス・ラヴェル生誕100年記念国際コンクールの審査員を務める。1978年に夫を亡くし、パリ音楽院の定年を迎えるが、1年延期される。1979年パリ音楽院教授を退職し、同院名誉教授となる。

### 日本での活躍
1979年に教え子の永冨正之らの尽力で来日し、東京藝術大学にてソルフェージュ講座に籍をおき、声楽、ピアノ、オルガン、室内楽の分野で1991年まで客員教授として教鞭を執った。外国人教師の在職期間は通常は2年から4年であるが、ピュイグ＝ロジェは教師としての圧倒的な力量が評価され、本人も希望したことで異例の長期滞在となった。また1980年には桐朋学園大学外国人特別講師（1990年まで）、1981年には武蔵野音楽大学、エリザベト音楽大学、神戸女学院大学（いずれも1991年まで）にて非常勤講師を務めた。1990年には桐朋学園大学名誉客員教授の称号を受けている。
教壇に立つ一方で12年間に200回を超す演奏会に出演し、主に室内楽とピアノ伴奏の舞台を務めた。共演者にはソプラノの嶺貞子、フルートの三上明子、ヴァイオリンの田島まり子などがいる。嶺貞子との演奏では1985年度文化庁芸術祭賞を受賞している。

## 晩年と没後
ピュイグ＝ロジェは1991年3月に芸大を退官し、次の専任先の国立音楽大学の宿舎に移り、年末まで住んだ。12月に宿舎で転んで捻挫し、その後の血液検査で白血病が発覚、治療のため年末にフランスへ帰国した。パリでは自宅アパルトマンで療養の静かな日々を過ごし、1992年11月24日に自宅で息を引き取った。葬儀は11月30日に音楽葬で行われた。
1993年には追悼演奏会が日本とフランスで計7回開催され、ピュイグ＝ロジェの作品が演奏されている。またパリ音楽院の366講義室（声・歌の伴奏室）にはピュイグ＝ロジェの名前が冠せられ、1994年からは彼女が寄贈した楽譜が公開されている。
2003年1月25日には没後10年を記念した演奏会が東京芸術大学奏楽堂で開催され、ピュイグ＝ロジェおよびメシアンとラヴェルの作品が演奏された。また記念企画として、ピュイグ＝ロジェの遺稿やインタビュー、弟子たちの言葉をまとめ、作品や演奏会の記録、略年譜を付した『ある「完全な音楽家」の肖像：マダム・ピュイグ＝ロジェが日本に遺したもの』が音楽之友社から出版され、長女ポリーヌ・ピュイグが序文を寄せている。

## 主要な門人
ジルベール・アミ、アラン・ルヴィエ、ダニエル・ロト、永冨正之、野平一郎、藤井一興、田隅靖子、滑川真希、坂戸真美、根本雄伯。

## 主な作品
主要な作品に、管弦楽曲、室内楽曲、宗教音楽、オルガン曲『葬送行進曲』（Cortège funèbre ）、『厳粛なトッカータ』（Toccata severa ）、『聖週間の詠嘆』（Deploracion de la semana santa ）など。日本では、子供向けの連弾曲が出版されている。

## 栄誉
来日後に次の栄誉を日仏双方から受けている。
- 1982年 レジオン・ドヌール勲章（仏）
- 1986年 1985年文化庁芸術祭賞（日）、アンドレ・マルロー文学芸術功労賞（仏）
- 1988年 モービル音楽賞[20]（日）
- 1989年 勲三等瑞宝章（日）